# Womelsdorf (Familienname)
Womelsdorf ist ein deutscher Familienname.

## Herkunft und Bedeutung
Der Familienname ist eine Herkunftsbezeichnung aus der Ortschaft Womelsdorf im Wittgensteiner Land. 

## Verbreitung des Familiennamens
In Deutschland ist die Variante "Womelsdorf" mit knapp 225 Namensträgern vertreten. Besonders häufig ist der Name im Kreis Siegen-Wittgenstein anzutreffen.

## Varianten
- Wommelsdorf
- Wommelsdorff
- Womelsdorff

## Bekannte Namensträger
- John Womelsdorf, Gründer der Stadt Womelsdorf (Pennsylvania) in den USA im Jahre 1762
- Jens Womelsdorf, Landrat des Landkreises Marburg-Biedenkopf
- Thilo Womelsdorf, Psychologie-Professor an der Vanderbilt University, Head of the Attention Circuits Control lab